# Geneviève Casile
Pour les articles homonymes, voir Vanneufville et Casile.
Geneviève Casile, de son vrai nom Geneviève Vanneufville, née le 15 août 1937 à Boulogne-Billancourt, est une actrice française de théâtre et de cinéma, sociétaire honoraire de la Comédie-Française.
Principalement active au théâtre, à la Comédie-Française comme en dehors, elle a aussi beaucoup joué pour la télévision, notamment dans la série Les Rois maudits (1972), et à un moindre degré pour le cinéma.

## Biographie
Geneviève Casile est la fille de Gaston Vanneufville, ingénieur polytechnicien et des Ponts-et-chaussées, et d'Hélène Casile, elle-même fille du peintre Alfred Casile et veuve en premières noces du peintre fauviste Louis-Mathieu Verdilhan.
Elle a baigné dès sa jeunesse dans un univers artistique : en musique, elle remporte le 1er Prix de piano et de solfège au conservatoire de Reims ; en danse, elle travaille dans les troupes de Maurice Béjart et Roland Petit. Ensuite, elle se tourne vers l'art dramatique dans la classe de René Simon puis entre au conservatoire national d'Art dramatique (classe de Jean-Louis Barrault et Georges Chamarat). Lorsqu'elle en sort, en 1961, elle crée un petit événement dans le monde du théâtre, avec l'obtention de ses trois premiers prix : tragédie (Le Cid de Corneille), comédie classique (Le Jeu de l'amour et du hasard de Marivaux), comédie moderne (La Machine infernale de Jean Cocteau).
Bien qu'elle ait souvent joué à la télévision des rôles de belle princesse un peu froide, fière et altière - elle fut Marie-Antoinette dans une série télévisée du même nom ou Isabelle de France, reine d'Angleterre dans Les Rois maudits -, Geneviève Casile est avant tout une actrice de théâtre, sociétaire honoraire de la Comédie-Française. Trop peu connue du « grand public », l'ensemble de sa carrière est dirigée vers la qualité au détriment du « commercial ». Elle est cependant très célèbre auprès des amateurs de théâtre classique ou moderne. Elle a joué des pièces de Arrabal, Witold Gombrowicz, Max Frisch, Barnes ou Jean Genet. Reconnue pour la qualité de sa voix et sa prestance « solaire » sur scène, cela fit dire à André Malraux : « Mais quel type de rôle, Mademoiselle, aimeriez-vous jouer dans l'ombre ? », ce qui l'a peut-être privée du rôle de Phèdre.
Engagée à la Comédie-Française en septembre 1961, elle en est devenue sociétaire en 1965. Elle lui a été fidèle jusqu'en 1993, date à laquelle elle fit valoir ses droits à la retraite. Elle en est sociétaire honoraire à partir de 1994 et poursuit sa carrière dans les théâtres privés où elle s'est illustrée dans L'Allée du roi, une sorte de one-woman-show athlétique, Molière, ou Bel-Ami de Maupassant et a connu plus récemment deux triomphes en interprétant Mrs Erlynne dans L'Éventail de Lady Windermere d'Oscar Wilde, et le rôle de la reine Anne d'Autriche du Diable rouge d'Antoine Rault aux côtés de Claude Rich. Elle a repris le rôle de la Duchesse de Léocadia de Jean Anouilh, créé par Marguerite Deval et qui avait été déjà interprété par Edwige Feuillère. Elle vient d'interpréter, en 2016, le rôle de Lidia dans le Bateau pour Lipaïa d'Alexis Arbuzov et jouée au Petit Montparnasse le rôle d'Alma Mahler de Marc Delaruelle. En 2017, elle est sur la scène du théâtre de l'Atelier où elle interprète la mère de Jeanne Hébuterne, compagne de Modigliani.
Elle a joué également au cinéma, principalement dans des films d'époque tels que Surcouf, le tigre des sept mers, Les Fêtes galantes de René Clair, Lacenaire de Francis Girod.
Geneviève Casile a fait un peu de mise en scène pour deux pièces :
- Pourquoi aujourd'hui ? de Jean-Louis Bauer, compagnie clin d'œil Gérard Audax
- Le Chandelier d'Alfred de Musset.

Elle a également fait une adaptation de la Correspondance entre Anaïs Nin et Henry Miller qui a été jouée au Palais-Royal avec Jean-Michel Dupuis dans une mise en scène d'Eric Hénon.
Elle a enseigné à l'école supérieure d'art dramatique de la Ville de Paris.
Sa fille, la comédienne Hélène Babu, née de son mariage avec le docteur Jean-Louis Babu, fait également une carrière théâtrale.

## Théâtre

### Comédie-Française
- Entrée à la Comédie-Française en 1961
- 441e Sociétaire en 1965
- Sociétaire honoraire en 1994

- 1959 : Port-Royal d'Henry de Montherlant, mise en scène Jean Meyer ; élève du Conservatoire, 1re sœur
- 1961 : Andromaque de Racine, mise en scène Pierre Dux, Cléone
- 1961 : Monsieur de Pourceaugnac de Molière, mise en scène Jean Meyer, Julie
- 1961 : Le Sexe faible d'Edouard Bourdet, mise en scène Jean Meyer, 1re Américaine
- 1962 : La Reine morte d'Henry de Montherlant, mise en scène Pierre Dux, Inès de Castro
- 1962 : Un fil à la patte de Georges Feydeau, mise en scène Jacques Charon, Nini Galant
- 1962 : L'Avare de Molière, mise en scène Jacques Mauclair, Elise
- 1963 : La Belle Aventure de Robert de Flers et Gaston Arman de Caillavet, mise en scène Jacques Charon, Hélène de Trévillac
- 1963 : Le Misanthrope de Molière, mise en scène Jacques Charon, Eliante
- 1963 : Crime et Châtiment de Gabriel Arout d'après Fiodor Dostoïevski, mise en scène Michel Vitold, Dounia
- 1963 : Iphigénie à Aulis d'Euripide, mise en scène Maurice Escande, Chorégies d'Orange, Iphigénie
- 1963 : Un caprice d'Alfred de Musset, mise en scène Maurice Escande, Mathilde de Chavigny
- 1963 : Le Cid de Corneille, mise en scène Paul-Émile Deiber, l'Infante
- 1964 : Cyrano de Bergerac d'Edmond Rostand, mise en scène Jacques Charon, Roxane
- 1964 : Barberine d'Alfred de Musset, mise en scène Jean-Paul Roussillon, Reine Béatrix
- 1964 : Amphitryon de Molière, mise en scène Jean Meyer, Alcmène
- 1964 : Britannicus de Racine, mise en scène Michel Vitold, Junie
- 1965 : Le Jeu de l'amour et du hasard de Marivaux, mise en scène Maurice Escande, Silvia
- 1966 : Le Misanthrope de Molière, mise en scène Jacques Charon, Célimène
- 1966 : Le Bourgeois gentilhomme de Molière, mise en scène Jean Meyer, Dorimène
- 1966 : Le Prince travesti de Marivaux, mise en scène Jacques Charon, Princesse de Barcelone
- 1966 : La Reine morte d'Henry de Montherlant, mise en scène Pierre Franck, Inès de Castro
- 1967 : Domino de Marcel Achard, mise en scène Jean Meyer, Lorette
- 1969 : La Volupté de l'honneur de Luigi Pirandello, mise en scène François Chaumette, Agathe Renni
- 1969 : Électre de Jean Giraudoux, mise en scène Pierre Dux, Electre
- 1970 : Dom Juan de Molière, mise en scène Antoine Bourseiller, tournée USA, Canada, Elvire
- 1970 : Amphitryon 38 de Jean Giraudoux, mise en scène Pierre Franck, Festival de Bellac, Alcmène
- 1971 : La Jalousie de Sacha Guitry, mise en scène Michel Etcheverry, Marthe Blondel
- 1971 : Les Femmes savantes de Molière, mise en scène Jean Piat, Armande
- 1972 : La Troupe du Roy Hommage à Molière, mise en scène Paul-Émile Deiber
- 1972 : Le Comte Oderland de Max Frisch, mise en scène Jean-Pierre Miquel, Comédie-Française au théâtre national de l'Odéon, Anne
- 1972 : Le Bourgeois gentilhomme de Molière, mise en scène Jean-Louis Barrault, Dorimène
- 1973 : Les Femmes savantes de Molière, mise en scène Jean Piat, Armande
- 1973 : Tartuffe de Molière, mise en scène Jacques Charon, Elmire
- 1973 : Athalie de Racine, mise en scène Maurice Escande, Josabeth
- 1974 : Ondine de Jean Giraudoux, mise en scène Raymond Rouleau, Bertha
- 1974 : Hernani de Victor Hugo, mise en scène Robert Hossein, Doña Sol
- 1974 : L'Impromptu de Marigny de Jean Poiret, mise en scène Jacques Charon, Comédie-Française au Théâtre Marigny
- 1975 : Hommage à François Mauriac, conception Félicien Marceau
- 1976 : Hommage à Jean Cocteau, conception André Fraigneau
- 1976 : La Nuit des rois de William Shakespeare, mise en scène Terry Hands, Comédie-Française au théâtre national de l'Odéon, Olivia
- 1976 : Le Verre d'eau ou Les Effets et les causes d'Eugène Scribe, mise en scène Raymond Rouleau, Reine Anne
- 1976 : Lorenzaccio d'Alfred de Musset, mise en scène Franco Zeffirelli, Marquise Cibo
- 1977 : La Folle Journée ou le Mariage de Figaro de Beaumarchais, mise en scène Jacques Rosner, Comtesse Almaviva
- 1978 : Un caprice d'Alfred de Musset, mise en scène Michel Etcheverry, Mme de Léry
- 1979 : Bérénice de Racine, mise en scène Jean-François Rémi, Bérénice (36 fois, 1979-1980)
- 1979 : La Tour de Babel de Fernando Arrabal, mise en scène Jorge Lavelli, Comtesse d'Ecija
- 1979 : Ruy Blas de Victor Hugo, mise en scène Jacques Destoop, la Reine
- 1980 : Les Plaisirs de l'île enchantée de Molière, mise en scène Maurice Béjart, la Princesse d'Elide et d'Elmire
- 1981 : Andromaque de Racine, mise en scène Patrice Kerbrat, Andromaque
- 1981 : La Dame de chez Maxim de Georges Feydeau, mise en scène Jean-Paul Roussillon, la Baronne
- 1982 : Le Plaisir de rompre de Jules Renard, mise en scène Yves Gasc, Blanche
- 1983 : Triptyque de Max Frisch, mise en scène Roger Blin, Comédie-Française au théâtre national de l'Odéon, Catherine
- 1983 : Marie Stuart de Friedrich von Schiller, mise en scène Bernard Sobel, Comédie-Française Festival d'Avignon, théâtre de Gennevilliers, Reine Elisabeth
- 1984 : Est-il bon ? Est-il méchant ? de Denis Diderot, mise en scène Jean Dautremay, Comédie-Française, Mme de Chépy
- 1984 : Le Misanthrope de Molière, mise en scène Jean-Pierre Vincent, Arsinoé
- 1985 : Le Balcon de Jean Genet, mise en scène Georges Lavaudant, Carmen
- 1986 : Cantique des Cantiques (Ancien Testament), mise en scène Jacques Destoop, E
- 1987 : Conférence au sommet d'après Robert David McDonald, mise en scène Serge Moati, Comédie-Française au Petit Odéon, Eva Braun
- 1987 : Dialogue des Carmélites de Georges Bernanos d'après Gertrud von Lefort, Raymond Leopold Bruckberger, Philippe Agostini, mise en scène Gildas Bourdet, Comédie-Française à l'Opéra de Lille, au théâtre de la Porte-Saint-Martin, Mère Marie de l'Incarnation
- 1988 : Le Legs de Marivaux, mise en scène Jacques Rosny, la Comtesse
- 1988 : La Guerre de Troie n'aura pas lieu de Jean Giraudoux, mise en scène Raymond Gérôme, Cassandre
- 1989 : Le Châle de David Mamet, mise en scène Yves Gasc, Comédie-Française au Petit Odéon, Miss A
- 1989 : La Folle Journée ou le Mariage de Figaro de Beaumarchais, mise en scène Antoine Vitez, Comtesse Almaviva
- 1990 : L'Antiphon de Djuna Barnes, mise en scène Daniel Mesguich, Comédie-Française au théâtre national de l'Odéon, Miranda
- 1991 : La Fausse Suivante de Marivaux, mise en scène Jacques Lassalle, la Comtesse
- 1992 : Je rêve (mais peut-être pas) de Luigi Pirandello, mise en scène Didier Bezace, la jeune femme
- 1993 : L'Impromptu de Versailles de Molière, mise en scène Jean-Luc Boutté, Salle Richelieu, Madeleine Béjart

### Hors Comédie-Française
- 1966 : La guerre de Troie n'aura pas lieu de Jean Giraudoux, mise en scène Jean Darnel, Théâtre de la Nature Saint-Jean-de-Luz, la Belle Hélène
- 1966 : On ne badine pas avec l'amour d'Alfred de Musset, mise en scène Jean Darnel, Festival de l'Emperi Salon-de-Provence, Camille
- 1967 : On ne badine pas avec l'amour d'Alfred de Musset, mise en scène Jean Darnel, Festival d'Art dramatique Saint-Malo, Camille
- 1967 : Britannicus de Racine, mise en scène Jean Darnel, Théâtre de la Nature Saint-Jean-de-Luz
- 1968 : Correspondance entre Marie Curie et sa fille Irène : adaptation théâtrale de Didier Long, Festival de Grignan
- 1969 : Les Fontaines de Madrid de Lope de Vega, mise en scène Jean Darnel, Théâtre de la Nature Saint-Jean-de-Luz, Bélise
- 1971 : La Belle et la Bête de Jean Cocteau, Festival de Coussac-Bonneval, la Belle
- 1978 : Marie Stuart de Friedrich von Schiller, mise en scène Paul-Émile Deiber, Festival de Sarlat, Marie Stuart
- 1980 : Le Marchand de Venise de Shakespeare, Festival de Vaison-la-Romaine, reprise Théâtre de Boulogne-Billancourt, Portia
- 1983 : Andromaque de Racine, mise en scène Marcelle Tassencourt, Festival de Versailles, Andromaque
- 1984 : Le Cid de Corneille, mise en scène Marcelle Tassencourt Festival de Versailles, Chimène
- 1988 : Britannicus de Racine, mise en scène Marcelle Tassencourt et Thierry Maulnier, Grand Trianon Festival de Versailles, Agrippine
- 1994 : Hamlet de Shakespeare, mise en scène Terry Hands, Théâtre Marigny, Reine Gertrude
- 1994 : L'Allée du roi de Françoise Chandernagor, mise en scène Jean-Claude Idée, Théâtre Montparnasse, tous les rôles
- 1996 : Colombe de Jean Anouilh, mise en scène Michel Fagadau, Comédie des Champs-Élysées, Madame Alexandra
- 1997 : Bel-Ami d'après Guy de Maupassant, adaptation Pierre Laville, mise en scène Didier Long, Théâtre Antoine, Mme Walter
- 1999 : Un sujet de roman de Sacha Guitry, mise en scène Jean Bouchaud et Geneviève Thénier, Théâtre du Palais Royal, Mme Levaillé
- 2000 : La Journée des dupes de Philippe Haïm, mise en scène Benoît Lavigne, Festival d'Avignon Off, la Reine Marie de Médicis
- 2003 : La Belle Mémoire de Martine Feldmann et Pierre-Olivier Scotto, mise en scène Alain Sachs, Théâtre Hébertot, Clara
- 2005 : La Mère confidente de Marivaux, mise en scène Jean-Paul Bazziconi, Théâtre 14 Jean-Marie Serreau, Mme Argante
- 2006 Beaumarchais dans tous ses états, théâtre du Rond-Point, Salle Renault-Barrault
- 2006 : L'Éventail de Lady Windermere d'Oscar Wilde, mise en scène Sébastien Azzopardi, Théâtre 14 Jean-Marie Serreau, Mrs Erlynne
- 2007 : L'Éventail de Lady Windermere d'Oscar Wilde, mise en scène Sébastien Azzopardi, Théâtre des Bouffes Parisiens, Mrs Erlynne
- 2008 : Le Diable rouge d'Antoine Rault, mise en scène Christophe Lidon, Théâtre Montparnasse, Anne d'Autriche
- 2010 : Léocadia de Jean Anouilh, mise en scène Thierry Harcourt, Théâtre 14 Jean-Marie Serreau, Duchesse d'Andinet d'Andaine
- 2011 : Les Monologues du vagin d'Eve Ensler, mise en scène Isabelle Rattier, Théâtre Michel
- 2012 : Le Misanthrope de Molière, mise en scène Francis Huster, Tournée d'été, Arsinoé'
- 2013 : Le voyageur sans bagage de Jean Anouilh, mise en scène Alain Fromager et Gwendoline Hamon, tournée, Théâtre des Nouveautés : Mme Renaud
- 2013 : La guerre de Troie n'aura pas lieu de Jean Giraudoux, mise en scène Francis Huster, tournée d'été
- 2014 : Au bord de la mer d'Edward Albee, mise en scène Jean-Marie Besset, Festival NAVA de Limoux, Nancy
- 2015 : Vous êtes mon sujet de Didier van Cauwelaert, mise en scène Alain Sachs, Théâtre de La Garenne Colombes, diffusion sur France 2 le 17/02, Myriam
- 2015 : Cyrano de Bergerac d'Edmond Rostand, mise en scène Henri Lazarini, Théâtre 14, Roxane (5e acte)
- 2016 : Le Bateau pour Lipaïa d'Alexis Arbuzov, mise en scène Jean Pierre Hané, Vingtième Théâtre, et Festival off d'Avignon, Lidia
- 2017 : Alma Mahler, éternelle amoureuse de Marc Delaruelle, mise en scène de Georges Werler, Petit Montparnasse, Alma Mahler
- 2017 : Modi de Laurent Seksik, mise en scène Didier Long, théâtre de l'Atelier, mère de Jeanne Hébuterne
- 2018 : Mises en Capsule 2018, sketch Terminus, ciné Théâtre 13
- 2018-2019 : Inoubliable Sarah Bernhardt, de Joëlle Fossier, mise en scène par Pascal Vitiello

## Filmographie
- 1962 : Les Sept péchés capitaux d'Édouard Molinaro, sketch L'Envie : Rita Gerly
- 1965 : Les Fêtes galantes de René Clair : la Princesse
- 1966 : Surcouf, le tigre des sept mers (Surcouf, l’eroe dei sette mari) de Sergio Bergonzelli et Roy Rowland : Marie-Catherine
- 1990 : Lacenaire de Francis Girod : la mère de Lacenaire
- 1995 : Une femme française de Régis Wargnier : Solange
- 2004 : Le Promeneur du Champ-de-Mars de Robert Guédiguian : Simone Picard
- 2005 : Avril de Gérald Hustache-Mathieu : Mère Marie-Joseph
- 2006 : Déluge, court métrage d'Antoine Barraud : la mère
- 2009 : Divorces de Valérie Guignabodet : la mère de Valentine
- 2009 : Partir de Catherine Corsini : la mère de Samuel
- 2012 : Comme un chef de Daniel Cohen : la mère de Béatrice
- 2014 : La Mante religieuse de Natalie Saracco : la mère supérieure
- 2015 : Voyage en Chine de Zoltan Mayer : patiente hôpital
- 2017 : Si loin, si proche d'Atyl Jensen : Catherine Betouret
- 2020 : L'Aventure des Marguerite de Pierre Coré : Tante Alice âgée
- 2020 : Hors du monde de Marc Fouchard : Madame Ruscio

### Télévision

#### Téléfilms et séries télévisées
- 1961 : Lucrèce Borgia ou la bonne dame de Ferrare, réalisé par H. Noguères : Lucrèce Borgia
- 1961 : La Dame de Monsoreau d'Alexandre Dumas, réalisé par Alain Boudet : Diane de Méridor
- 1961 : La Reine morte d'Henry de Montherlant, réalisé par Georges Iglesis : Inès de Castro
- 1962 : Le Navire étoile, réalisé par Michel Subiela : Suzanne
- 1963 : Horace de Corneille, réalisé par Jean Kerchbron : Sabine
- 1963 : Cinna de Corneille, réalisé par Jean Kerchbron : Émilie
- 1964 : La Route de Versailles, réalisation René Laporte : la Comtesse du Barry
- 1965 : Tea Party d'Harold Pinter, réalisé par Jean-Paul Carrère : Diana
- 1967 : Le Chevalier Tempête, feuilleton télévisé de Yannick Andréi : Isabelle de Sospel
- 1968 : Les Hauts de Hurlevent d'après Emily Brontë, réalisé par Jean-Paul Carrère : Cathy et Catherine
- 1968 : Au théâtre ce soir : Liberté provisoire de Michel Duran, mise en scène Robert Manuel, réalisé par Pierre Sabbagh, Théâtre Marigny
- 1969 : Renaud et Armide de Jean Cocteau, réalisé par Marcel Cravenne : Armide
- 1971 : Au théâtre ce soir : La Pèlerine écossaise de Sacha Guitry, mise en scène Robert Manuel, réalisation Pierre Sabbagh, Théâtre Marigny : Françoise
- 1971 : Père d'Édouard Bourdet, réalisation de J. Hubert : Silvia
- 1972 : Les Rois maudits d'après l'œuvre de Maurice Druon, (dans 3 épisodes sur 6), réalisation Claude Barma : Isabelle de France
- 1972 : Schulmeister, l'espion de l'empereur, réalisé par Jean-Pierre Decourt : la baronne
- 1974 : Don Juan et Faust de C.D. Grabbe (2e acte), réalisé par Alain Boudet : Dona Anna
- 1975 : Eugène Sue de Jean-Louis Bory, réalisé par Jacques Nahum : la Duchesse de Rauzan
- 1975 : Marie-Antoinette, réalisé par Guy Lefranc (4 épisodes) : Marie-Antoinette d'Autriche
- 1975 : Au théâtre ce soir : Lady Godiva de Jean Canolle, mise en scène Michel de Ré, réalisation Pierre Sabbagh, Théâtre Édouard VII : Lady Godiva
- 1978 : Jean-Christophe de Jules Romains, réalisation de François Villiers : Grazia
- 1979 : La Saison des brumes (série Par-devant notaire), réalisé par Jean Laviron : Hélène Bouvreux
- 1979 : Marie Stuart de Friedrich von Schiller (retransmission du Festival de Sarlat), réalisé par Jean Kerchbron et Christian Pétard : Marie Stuart
- 1980 : Le Marchand de Venise de Shakespeare [retransmission du Festival de Vaison-la-Romaine] : Portia
- 1986 : Catherine de Marion Sarraut (série télévisée) d'après les romans de Juliette Benzoni (feuilleton), réalisé par J. Chatenet : Yolande d'Aragon
- 1986 : Maguy épisode "Just a rigolo"
- 1989 : Une fille d'Ève, téléfilm d'Alexandre Astruc d'après Honoré de Balzac : La Marquise d'Espard
- 2004 : Les Eaux troubles, téléfilm de Luc Béraud : Jacqueline
- 2006 : Le Vrai coupable réalisé par Francis Huster : Patricia Manderley
- 2014 : Section de recherches (série télévisée) - saison 8, épisode 12 : Le prix du palace, réalisé par Gérard Marx : Olga/Marina Leonov
- 2014 : Dommages collatéraux de Michel Favart : Isabelle
- 2017 : Si loin, si proche, d'Aytl Jensen : Catherine, la psychologue
- 2020 : Meurtres à Pont-L'Évêque de Thierry Binisti : Françoise

#### Retransmissions télévisées de pièces jouées à la Comédie-Française
- 1960 : Port Royal d'Henry de Montherlant, mise en scène Jean Meyer, adapté pour la télévision par Jean Vernier, première sœur
- 1963 : Le Maître de forges de Georges Ohnet (1883) (retransmission d'une soirée littéraire "Cent ans d'amour"), Claire de Beaulieu
- 1963 : Les Demi-vierges de Marcel Prévost (retransmission d'une soirée littéraire "Cent ans d'amour"), Maud de Rouvre
- 1967 : Au théâtre ce soir : Domino de Marcel Achard, mise en scène Jean Piat, réalisation Pierre Sabbagh, Théâtre Marigny : Lorette Heller
- 1968 : Amphitryon de Molière, mise en scène Jean Meyer, réalisation de Jean Pignol : Alcmène
- 1969 : La Volupté de l'honneur de Luigi Pirandello, mise en scène de François Chaumette, réalisation de Jean Pignol : Agathe Renni
- 1970 : La Princesse d'Elide (version originale pour la télévision), réalisation de Jeannette Hubert : la Princesse d'Elide
- 1970 : Monsieur de Pourceaugnac de Molière, mise en scène de Jacques Charon, réalisation de Georges Lacombe : Julie
- 1972 : Les Femmes savantes de Molière, mise en scène de Jean Piat : Armande
- 1972 : Électre de Jean Giraudoux, mise en scène et réalisation de Pierre Dux : Electre
- 1972 : Le Prince travesti de Marivaux, mise en scène de Jacques Charon, réalisation de François Chatel : la Princesse de Barcelone
- 1973 : La Troupe du Roy, hommage à Molière de Paul-Emile Deiber : Célimène
- 1975 : Ondine de Jean Giraudoux, mise en scène et réalisation de Raymond Rouleau : Bertha
- 1975 : Hernani de Victor Hugo, mise en scène de Robert Hossein, réalisation de Raymond Rouleau : Dona Sol
- 1976 : Le Verre d'eau d'Eugène Scribe mise en scène et réalisation de Raymond Rouleau: la Reine Anne
- 1977 : Le Mariage de Figaro de Beaumarchais, mise en scène de Jacques Rosner, réalisation de Jean-Paul Carrère: la comtesse Almaviva
- 1977 : Lorenzaccio d'Alfred de Musset, mise en scène et réalisation de Franco Zeffirelli : la Marquise Cibo

## Distinctions
- Prix Thérèse Marney (1969)
- Molières 1998 : Molière de la comédienne dans un second rôle pour Bel-Ami

### Décorations
- Commandeur de l'ordre national du Mérite (2018)
- Officier de l'ordre des Arts et des Lettres
- Chevalier de la Légion d'honneur